# バービーと伝説の馬
『バービーと伝説の馬』（バービーとでんせつのうま、原題：Barbie & Her Sisters in A Pony Tale）は、カナダのCGアニメーション・スタジオであるアーク・プロダクションが制作されたバービーシリーズのコンピュータアニメーション長編ファンタジー映画作品。2013年10月22日にアメリカ合衆国のユニバーサル・ピクチャーズ・ホームエンターテイメントから映像ソフトが発売されている。
日本では2015年6月13日・6月19日にカートゥーン ネットワークで日本語吹き替え版が放送された。『バービーのフェアリー・プリンセス』に続く2015年の四部作の2作目となる日本初放送。

## あらすじ
バービーは休暇に彼女の姉妹とともに双子の外戚がいるスイスのアルプスの山々へ行き、ここで乗馬学校に通い、楽しく馬術を学んだ。バービーは伝説の馬に出会い、そして彼女の姉妹とともにそこの馬と密接に触れ合って暮らしていた。伝説の馬は極めて珍しい品種であり、フィリップは伝説の馬に目をつけ、馬術競技を借りて乗馬学校を買収しようとした。バービーと彼女の姉妹は馬術競技を通じて乗馬学校の維持を手助けする。

## 声の出演
| 役名       | 俳優                       | 日本語吹替     |
| ---------- | -------------------------- | -------------- |
| バービー   | ケリー・シェリダン         | 坂本真綾       |
| スキッパー | カズミ・エバンス           | 芽衣           |
| ステイシー | クレア・コーレット         | 杉平真奈美     |
| チェルシー | アシュリン・ドラモンド     | イノサコイノコ |
| マレーネ   | アレックス・ケリー         | 小林亜美       |
| マックス   | タバサ・セント・ジェルマン |                |
| フィリップ | ピーター・ケラミス         | 霜山多加志     |
| ジョナス   | コール・ハワード           | 西健太         |